# Гори Леоганг

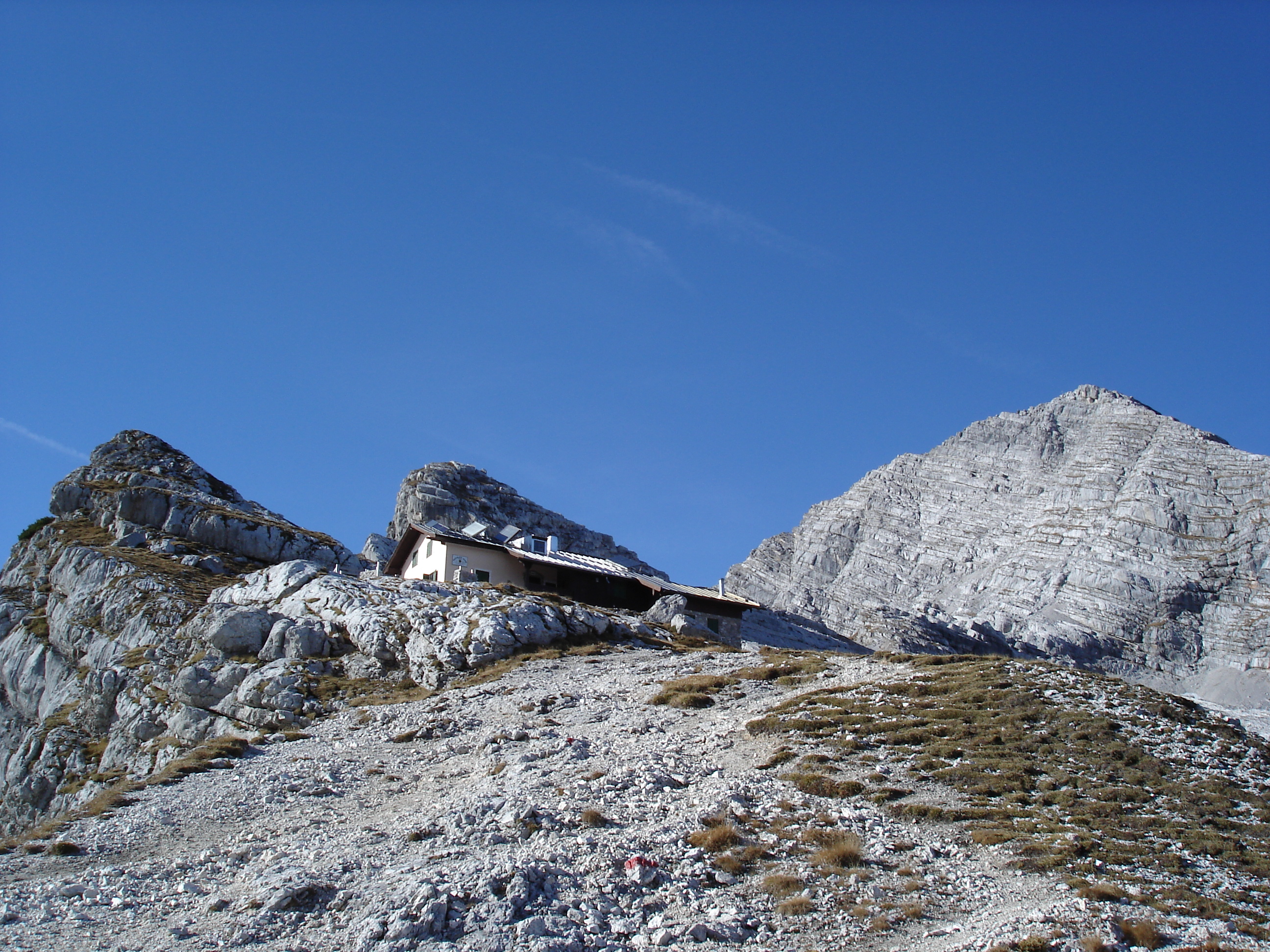
Хатина Пассауер і гора Бірнгорн пізньої осені

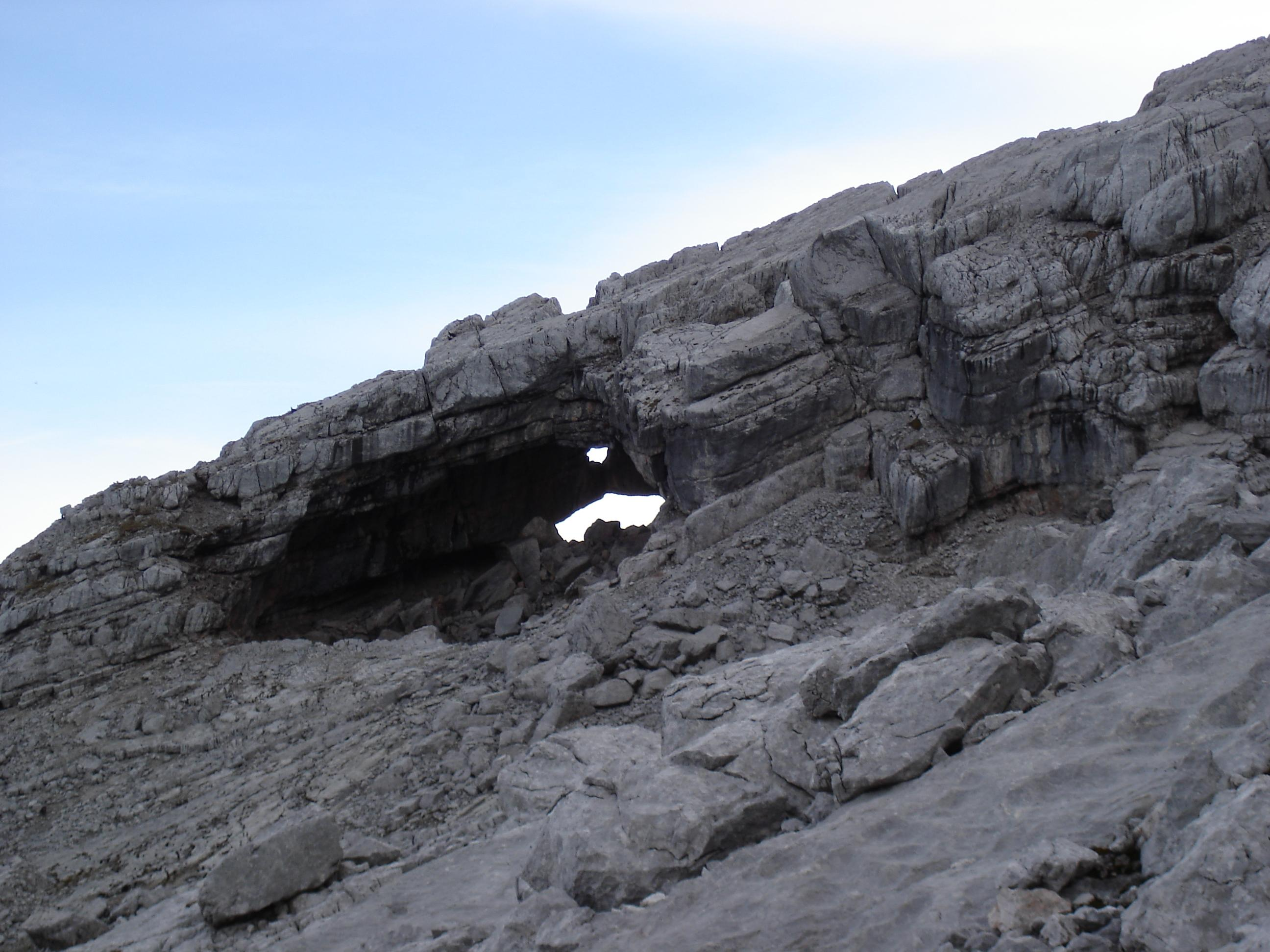
Скеля Мелькерлох

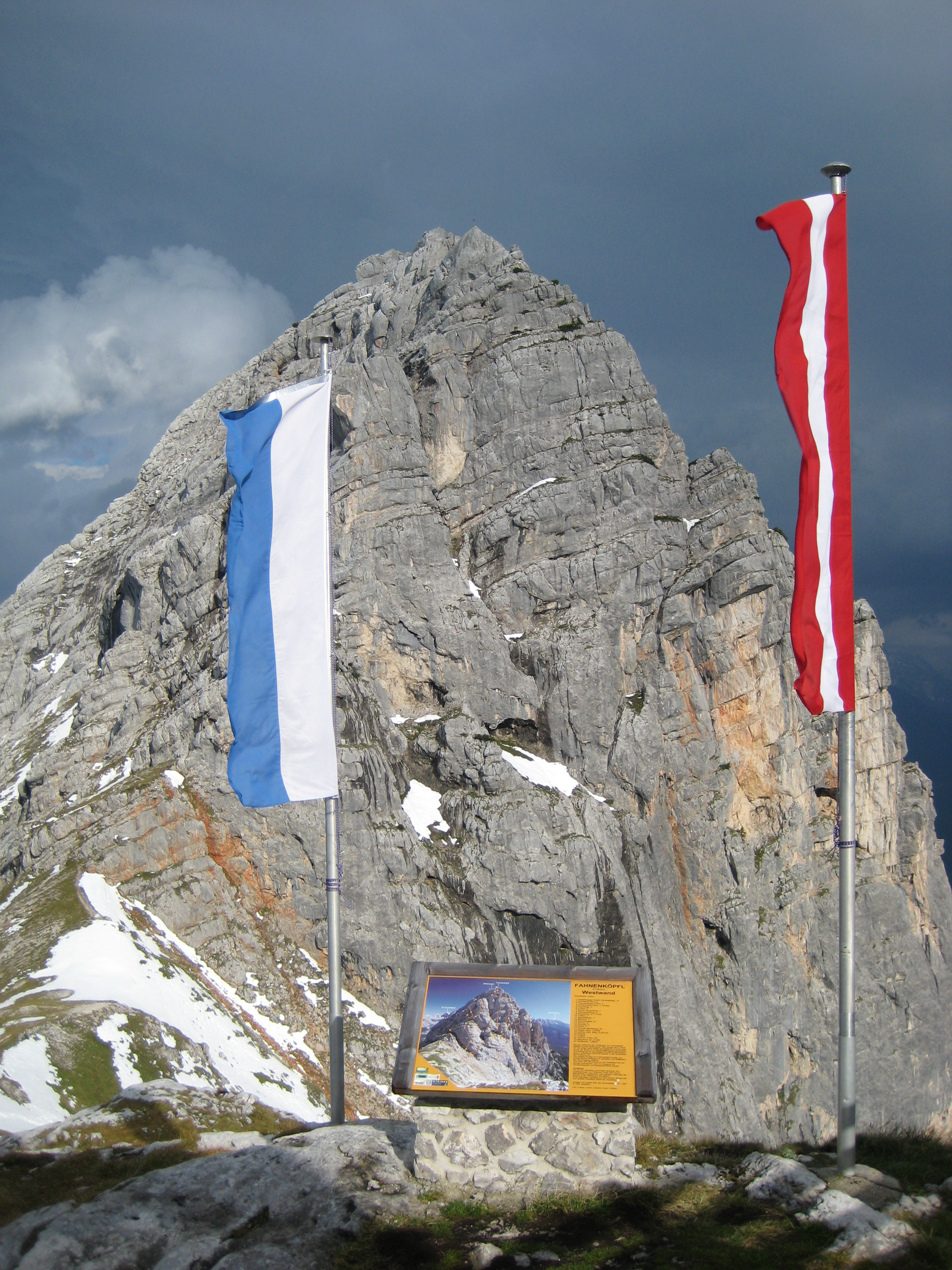
Вид з хатини Пассауер на Фаненкепфль

Гори Леоганг  (нім. Leoganger Steinberge, «Скелясті гори Леоганг») — гірський хребет в Австрії в землі Зальцбург, є частиною Північних Вапнякових Альп у Східних Альпах. Розташовані між долиною Лофер, Зальфельденом-ам-Штайнернен-Мер і Леогангом і разом з горами Лофер на північному заході утворюють два гірські масиви, які розділені гірською долиною Ремерсаттель (1202 м), але альпійська категорія Східних Альп визначає гори Лофер і Леоганг як єдину підгрупу. Гори Леоганг відокремлені від Кітцбюгельських Альп на півдні та карстового плато Штайнернес Мер на сході глибоко порізаними долинами. Типовими для Штайнберга є високі плато з крутими схилами.
Як типові карстові гори, гори Леоганг також пронизані численними печерами. Найвідомішою з них є Лампрехтсофен, протяжність її становить понад 50 км, розташована безпосередньо біля федеральної дороги між Лофером і Зальфельденом. Визначним скельним утворенням є Мелкерлох на південно-східній стороні гори Бірнгорн.
Бірнгорн (2634 м) є найвищою вершиною хребта. Військовий навчальний полігон Гохфільцен, який використовується австрійською армією, розташований на заході Леогангер Штайнберге.

## Географічне межування
Гори Леоганг межують з такими гірськими групами в Альпах:
- Гори Лофер на північному заході
- Берхтесгаденські Альпи на східі
- Зальцбурзькі сланцеві Альпи на південному східі
- Кітцбюгельські Альпи на півдні
- Кайзерські гори на заході

## Вершини
- Бірнгорн: 2,634 м над рівнем моря (AA)
- Кухельгорн: 2,500 м над рівнем моря (AA)
- Пассауеркопф: 2,465 м над рівнем моря (AA)
- Гріссенер Гохбретт: 2,467 м над рівнем моря (AA)
- Сігналкопф: 2,462 м над рівнем моря (AA)
- Грос Ротгорн: 2,442 м над рівнем моря (AA)
- Дюркаргорн: 2,280 м над рівнем моря (AA)
- Гохцінт: 2,243 м над рівнем моря (AA)
- Міттергорн: 2,206 м над рівнем моря (AA)
- Фаненкепфль: 2,142 м над рівнем моря (AA)
- Брандгорн: 2,099 м над рівнем моря (AA)

## Туризм

### Хатинки Альпійського клубу
У горах Леоганг є лише дві гірські хатини. Вони належать DAV - Deutscher Alpenverein - німецькому альпійському клубу, але ними керують місцеві австрійці. DAV використовує систему Recripical Rights, щоб можна було користуватися знижками членів Австрійського альпійського клубу OEVA.
- Лампрехтсофен-Геленґаштштете знаходиться на висоті 664 м над рівнем моря (AA), відкрита лише вдень влітку та взимку, має 6 двоярусних матраців, розміщена поруч із федеральною дорогою від Лофера до Сальфельдена
- Хатина Пассауер облаштована на висоті 2033 м над рівнем моря (AA), відкрита влітку з середини червня до кінця вересня, 45 двоярусних матраців, зимове розміщення з 6 спальними місцями, час ходьби до долини Леоганг — 2,75 години.

### Гірські хатини
- Летльказер розміщена на 1,441 м над рівнем моря (AA), відкрита влітку, взимку закрита, без спальних місць. Напрямки долини: Пернервінкель- Герстбоден (2 години ходьби), Візерсберг-Герштбоден (2,5 години ходьби), Леоганг (2 години ходьби), Міттербранд (1,5 години ходьби)